# Макс Вайлер
Максіміліан "Макс" Вайлер (нім. Maximilian "Max" Weiler, 25 вересня 1900, Вінтертур — 1 вересня 1969, Цюрих) — швейцарський футболіст, що грав на позиції захисника, зокрема, за клуб «Грассгоппер», а також національну збірну Швейцарії. По завершенні ігрової кар'єри — тренер. Старший брат іншого захисника збірної Швейцарії Вальтера.
Чотириразовий чемпіон Швейцарії. Чотириразовий володар Кубка Швейцарії. 

## Клубна кар'єра
У футболі дебютував 1922 року виступами за команду «Вельтгайм», в якій провів три сезони. 
1925 року перейшов до клубу «Грассгоппер», за який відіграв 12 сезонів.  За цей час чотири рази виборював титул чемпіона Швейцарії. Завершив професійну кар'єру футболіста виступами за команду «Грассгоппер» у 1937 році.

## Виступи за збірну
1924 року дебютував в офіційних матчах у складі національної збірної Швейцарії. Протягом кар'єри у національній команді, яка тривала 13 років, провів у її формі 38 матчів, забивши 2 голи.
У складі збірної був учасником  футбольного турніру на Олімпійських іграх 1924 року у Парижі, де разом з командою здобув «срібло».  Був присутній в заявці збірної на чемпіонаті світу 1934 року в Італії, але на поле не виходив.

## Кар'єра тренера
Розпочав тренерську кар'єру, повернувшись до футболу після невеликої перерви, 1943 року, очоливши тренерський штаб клубу «Шаффгаузен». Досвід тренерської роботи обмежився цим клубом.
Помер 1 вересня 1969 року на 69-му році життя у місті Цюрих.

## Статистика виступів

### Статистика виступів в чемпіонаті
Виступи у вищому дивізіоні чемпіонату Швейцарії, починаючи з сезону 1933/34.
| Сезон   | Клуб        | Ліга                | Матчі | Голи | Місце |
| ------- | ----------- | ------------------- | ----- | ---- | ----- |
| 1933/34 | Грассгоппер | Чемпіонат Швейцарії | 12    | 4    | 2     |
| 1934/35 | Грассгоппер | Чемпіонат Швейцарії | 17    | 0    | 4     |
| 1935/36 | Грассгоппер | Чемпіонат Швейцарії | 16    | 1    | 3     |
| 1936/37 | Грассгоппер | Чемпіонат Швейцарії | 7     | 0    | 1     |
| 1937/38 | Грассгоппер | Чемпіонат Швейцарії | 1     | 0    | 2     |
| РАЗОМ   |             |                     | 52    | 5    |       |

## Титули і досягнення
- Чемпіон Швейцарії (4):

«Грассгоппер»: 1926-1927, 1927-1928, 1930-1931, 1936-1937
- Володар Кубка Швейцарії (4):

«Грассгоппер»: 1926-1927, 1931-1932, 1933-1934, 1936-1937
- Срібний призер Олімпійських ігор (1):

Збірна Швейцарії: 1924